# Epidendrum paniculosum
Epidendrum paniculosum är en orkidéart som beskrevs av João Barbosa Rodrigues. Epidendrum paniculosum ingår i släktet Epidendrum och familjen orkidéer. Inga underarter finns listade i Catalogue of Life.